# Ergasilus wilsoni
Ergasilus wilsoni is een eenoogkreeftjessoort uit de familie van de Ergasilidae. De wetenschappelijke naam van de soort is voor het eerst geldig gepubliceerd in 1933 door Markevich.